# 増子敦貴
増子 敦貴（ましこ あつき、2000年1月5日 - ）は、日本の俳優、タレントであり、男女7人組のダンス&ボーカルグループ・GENICのメンバー。福島県郡山市出身。エイベックス・クラン所属。

## 経歴

### 2016年
エイベックス主催、Boys Award Audition 2016でファイナリストとなり、芸能界デビュー。
4月 - 2018年3月31日：ダンスボーカルグループとしてデビューを目指す育成ユニット、α‐X's（アクロス）のメンバーとして活動。

### 2018年
12月～：『ミュージカル・テニスの王子様3rdシーズン』にて白石蔵ノ介役として出演。

### 2019年
6月7日：avexの新たなダンス&ボーカルa-genic PROJECTにATSUKIとして活動。
6月21日：1st写真集『A』を発売。
11月15日：GENICのメンバーとして「SUNGENIC ep」を配信リリースし、活動開始。

### 2021年
4月～2022年2月：特撮テレビドラマ『機界戦隊ゼンカイジャー』のゾックス・ゴールドツイカー役でレギュラー出演。

### 2022年
3月31日：2nd写真集『彼方の空/海の旋律』を発売。

### 2023年
8月～10月：テレビドラマ『体感予報』の棚田葉役でレギュラー出演。
11月5日：『東北・みやぎ復興マラソン2023』にゲストランナーとして参加し、フルマラソンを完走。

### 2024年
3月〜7月：舞台『千と千尋の神隠しSpirited Away』にてハク役として出演。
12月：ロンドンの演劇ファン参加型の歴史ある演劇賞『WHATSONSTAGE AWARDS』にて、『千と千尋の神隠しSpirited Away』のハク役として「Best Supporting Performer（最優秀助演俳優賞）」にノミネートされる。

### 2025年
3月25日：3rd写真集『 Liberty』を発売。

## 人物
- 愛称：「あっちゃん」「あっくん」など。
- 2人兄弟で弟がいる。
- 好きな食べ物：ラーメン。公式Instagramのストーリーでもよくラーメンの写真があがっている。特に「中本」の北極ラーメンが好きというほど辛党である。
- 小学校低学年からサッカーを始める。
- 幼少期：『爆竜戦隊アバレンジャー』や『魔法戦隊マジレンジャー』などを見ており、好きな仮面ライダーシリーズは『仮面ライダー電王』[14]。

## 出演

### 舞台
- 劇団CATMINT 第11回公演「人魚外伝〜Anecdote of Mermaid〜」（2016年9月15日 - 19日、シアターサンモール） - アジュライト 役[15]
- PURESMILE presents
  - おおばかもの〜おおばかものだけど、わるいやつらではない〜（2016年10月26日 - 30日、草月ホール） - 桜井海斗 役[16]
  - おおばかもの～みにくいアヒルのプリンシパル（2017年11月8日 - 12日、草月ホール） - 楢崎隆 役[17]
- 劇団TEAM-ODAC
  - 第23回本公演「僕らのピンク スパイダー」（2017年3月9日 - 20日、紀伊國屋ホール） - 向田敬人 役[18][19]
  - 第24回本公演「BLACK10・改」（2017年7月12日 - 17日、草月ホール） - 君島太郎 役[18][20]
  - 第27回本公演「小さな結婚式〜いつか、いい風は吹く〜（再演）」（2017年12月13日 - 17日、全労済ホール／スペース・ゼロ） - 掛布真弓 役[18][21]
- 劇団コラソン
  - 第45回公演「あさひの挑戦状2」（2017年4月10日、新宿SAMURAI）[22][23]
  - 第46回公演「複雑な関係」（2017年4月17日 - 5月22日、新宿SAMURAI）[22][24]
  - 第47回公演「あさひの挑戦状3」（2017年5月29日、新宿SAMURAI）[22][25]
- 劇団往来プロデュース公演 音楽劇「チンチン電車と女学生」（2017年12月2日・3日、東京芸術劇場 プレイハウス） - 学生 役[26]
- ミュージカル・リズムステージ「夢色キャスト」（2018年2月7日 - 11日、AiiA 2.5 Theater Tokyo） - 新堂カイト 役[27][28]
- 熱海殺人事件 CROSS OVER 45（2018年2月17日 - 3月15日、紀伊國屋ホール） - 犯人・大山金太郎 役[29]
- 大正浪漫探偵譚-六つのマリア像-（2018年4月18日 - 22日、シアター1010） - 影山西次 役[30]
- つかこうへい生誕70年記念特別公演「『新・幕末純情伝』FAKE NEWS」（2018年7月7日 - 30日、紀伊國屋ホール） - 新撰組隊士・二宮 役[31]
- LADY OUT LOW!（2018年9月14日 - 24日、品川プリンスホテル クラブeX） - チリ 役[32]
- ミュージカル『テニスの王子様』3rdシーズン - 白石蔵ノ介 役
  - 青学vs四天宝寺（2018年12月20日 - 2019年2月17日、日本青年館ホール 他）
  - TEAM Party SHITENHOJI（2019年5月23日 - 26日、大阪メルパルクホール / 5月28日 - 6月1日、日本青年館ホール）
  - 全国大会 青学vs立海-前編-（2019年7月11日 - 9月29日、TOKYO DOME CITY HALL 他）
  - 秋の大運動会 2019（2019年10月8日・9日、横浜アリーナ）
  - 全国大会 青学vs立海-後編-（2019年12月19日 - 2020年2月16日、日本青年館ホール 他）
  - Thank-you Festival 2020（2020年3月1日、カルッツかわさき ホール）
  - Dream Live 2020（2020年5月22日 - 24日、大阪城ホール / 5月29日 - 31日、ぴあアリーナMM）※新型コロナウイルスの影響で公演中止
- 舞台『仮面ライダー斬月』-鎧武外伝-（2019年3月9日 - 24日、日本青年館ホール / 3月28日 - 31日、京都劇場） - グラシャ / プロトバロン 役
- Nostalgic Wonderland♪～song & dance show～ 2020（2020年8月6日、恵比寿 ザ・ガーデンホール） - 日替わりゲスト出演[33]
- Oh My Diner（2020年11月7日 - 15日、品川プリンスホテル ステラボール） - マシュー 役[34]
- 機界戦隊ゼンカイジャーショーシリーズ - ゾックス・ゴールドツイカー / ツーカイザー 役
  - 第3弾 ヒーローショー50周年記念公演「伝説パワー全力全開！聖地を揺るがす大激闘！」特別公演（2021年11月27日 - 2022年1月9日、シアターGロッソ）[35]
  - 第4弾「全開！！痛快！？まさかの展カイ！！Gロッソ最後の戦い！！」（2022年2月5日 - 3月21日、シアターGロッソ）
- 舞台 Bling Bling by Seventeen（2022年3月25日、新宿文化センター 大ホール） - ゲスト出演[36]
- ミュージカル「東京ラブストーリー」（2022年11月27日 - 2023年1月22日、東京建物 Brillia HALL 他） - 三上健一 役[37]
- 朗讀劇『極楽牢屋敷』（木下半太版四谷怪談）（2023年8月11日 - 20日、サンシャイン劇場）[38]
- リーディングシアター「アドレナリンの夜」（2023年9月24日、東京建物 Brillia HALL）[39]
- 舞台「千と千尋の神隠しSpirited Away」（2024年3月11日 - 30日、帝国劇場 / 4月7日 - 20日、御園座 / 4月27日 - 5月19日、博多座 / 4月30日 - 8月24日、ロンドン・コロシアム / 5月27日 - 6月7日、梅田芸術劇場 メインホール / 6月15日 - 20日、札幌文化芸術劇場 hitaru / 2025年7月14日 - 8月3日、上海文化広場） - ハク 役[11][40][41]
- 舞台「ビットワールド THE STAGE」（2025年7月10日、サンシャイン劇場）[42][43]

### テレビドラマ
- M 愛すべき人がいて（2020年7月4日、テレビ朝日・ABEMA）
- 機界戦隊ゼンカイジャー 第8カイ！ - 最終カイ！（2021年4月25日 - 2022年2月27日、テレビ朝日） - ゾックス・ゴールドツイカー / ツーカイザー 役[8][44]
- 仮面ライダーセイバー 特別章（2021年7月18日、テレビ朝日） - ゾックス・ゴールドツイカー / ツーカイザー 役[45]
- 合コンに行ったら女がいなかった話（2022年10月21日 - 12月23日、関西テレビ） - 萩 役[46]
- 体感予報（2023年8月11日 - 10月13日、毎日放送） - 主演・棚田葉 役（樋口幸平とダブル主演）[9]
- Qrosの女 スクープという名の狂気（2024年10月7日 - 12月9日、テレビ東京） - 藤井涼介 役[47]
- 秘密〜THE TOP SECRET〜 第2話（2025年2月3日、関西テレビ・フジテレビ） - 山崎蓮 役[48]
- こんなところで裏切り飯 〜嵐を呼ぶ七人の役員〜 第7話（2025年2月27日、中京テレビ）[49]
- 熱愛プリンス（2025年3月7日 - 4月25日、毎日放送） - 大和 役[50]
- 北くんがかわいすぎて手に余るので、3人でシェアすることにしました。（2025年7月1日 - 、関西テレビ・フジテレビ） - 西野悠 役[51]

### ウェブドラマ
- 婚外恋愛に似たもの（2018年、dTV）- 高柳主税 役
- ツーカイザー×ゴーカイジャー ～ジューンブライドはたぬき味～（2022年6月5日、東映特撮ファンクラブ） - 主演・ゾックス・ゴールドツイカー / ツーカイザー 役[52]
- 2.5次元的世界「ナナシ-第七特別死因処理課-」（2023年、DMM TV） - 主演・スナオ 役[53]
  - 2.5次元的世界「ナナシ -第七特別死因処理課-」シーズン2（2024年、DMM TV） - スナオ 役[54]
- 爆上戦隊ブンブンジャー formation lap 始末屋 オブ ギャラクシー（2025年7月13日、東映特撮ファンクラブ） - ゾックス・ゴールドツイカー/ ツーカイザー 役[55]

### 映画
- セイバー+ゼンカイジャー スーパーヒーロー戦記（2021年7月22日公開、東映） - ゾックス・ゴールドツイカー / ツーカイザー 役[56]

### オリジナルビデオ
- 機界戦隊ゼンカイジャーVSキラメイジャーVSセンパイジャー（2022年9月28日、東映ビデオ） - ゾックス・ゴールドツイカー / ツーカイザー 役[57]
- 暴太郎戦隊ドンブラザーズVSゼンカイジャー（2023年9月27日、東映ビデオ） - ゾックス・ゴールドツイカー / ツーカイザー 役[58]

### テレビ番組

#### 現在
- ビットワールド（2022年10月28日 - 、NHK Eテレ） - ましキャッツ 役　マシコ研究員 役[59][60]
- あらあらかしこ（2023年4月 - 、仙台放送）[61]

#### 過去
- 新ドラマ「合コンに行ったら女がいなかった話」見どころSP（2022年10月13日、関西テレビ）[62]
- 趣味どきっ!「駆け引き力アップ！トランプゲーム」（2023年4月・5月期、NHK Eテレ）[63]
- THE突破ファイル（2023年6月1日・2024年12月5日・2025年2月27日、日本テレビ）[64][65][66]
- 小西詠斗と増子敦貴のSDGsクラブ（2023年11月10日、TBSチャンネル1）[67]
- 種から植えるTV（2025年3月2日・3月9日・6月1日・6月8日、テレビ東京）[68]

### ウェブ番組
- 2.5Dオフィシャル番組「What’s 2.5D？」#9（2018年12月25日）[69]
- LINE LIVE「2.5次元〜イケメン男子部〜」Vol.8（2019年3月26日、LINE LIVE）[70]
- かかってこいよ 廣野の兄弟（2020年6月29日、ONSTAGE）[71]
- Gotoレジデンス（2020年8月30日、ONSTAGE）[72]
- 北極辛飯！アツキ商店（2022年4月1日 - 、cookpadLive）[73]
- ユカイツーカイ！ここがヒロイン旅のハイライトだ！増子、簡が見守る東映特撮ヒロイン旅！（2023年8月26日、東映特撮ファンクラブ）[74]

### 吹き替え
- ウォンカとチョコレート工場のはじまり（2023年） - コリン 役（フィル・ワン）[75]

### ラジオ
- 痛快☆乙女ゲーム通信（2018年2月3日、FM西東京）
- RADIO GROOVE F-STYLE（2020年7月10日、ふくしまFM）
- 東映公認 鈴村健一・神谷浩史の仮面ラジレンジャー（2021年9月10日・2022年4月22日、文化放送）
- FAV FOUR（2021年6月30日・2022年7月6日・2024年8月14日、FM NACK5）
- レコメン!（2023年4月17日・8月14日・2024年1月29日、文化放送）

### CM
- バンダイ「界賊変身DXギアダリンガー」（2021年）
- 森永乳業 フィラデルフィアデザート「濃密な時間」篇（2025年3月〜）

### イベント
- dTVオリジナルドラマ「婚外恋愛に似たもの」七夕試写ライブイベント（2018年7月4日、オルタナティブシアター）[76]
- ミュージカル『テニスの王子様』3rdシーズン 青学vs四天宝寺 Blu-ray&DVD 発売記念イベント（2019年8月25日、東京近郊）
- 「セイバー＋ゼンカイジャー スーパーヒーロー戦記」初日舞台挨拶（2021年7月22日、新宿バルト9）
- 「50×45 感謝祭 Anniversary LIVE & SHOW」DAY1-SUPER SENTAI-（2022年2月25日、日本武道館）
- 機界戦隊ゼンカイジャー ファイナルライブツアー2022（2022年4月17日 - 5月29日、アクトシティ浜松 大ホール 他）
- Vシネクスト「機界戦隊ゼンカイジャーVSキラメイジャーVSセンパイジャー」舞台挨拶付き先行上映会（2022年4月27日・28日、新宿バルト9 他）
- ACTORS☆LEAGUE in Games 2022（2022年5月2日、幕張イベントホール）[77][78]
- TTFCオリジナル「ツーカイザー✕ゴーカイジャー～ジューンブライドはたぬき味～」上映会イベント 真夏のGロはなんの味？（2022年7月23日、シアターGロッソ）
- 第25回 Seventeen 夏の学園祭 2022（2022年8月25日・26日、LINE CUBE SHIBUYA）
- 「合コンに行ったら女がいなかった話」先行上映キックオフイベント（2022年10月4日、ヒューリックホール東京）
- ミュージカル「東京ラブストーリー」事前トークイベント（2022年10月30日、フジテレビ）
- Vシネクスト「暴太郎戦隊ドンブラザーズVSゼンカイジャー」最速舞台挨拶付上映（2023年4月27日、新宿バルト9）
- Vシネクスト「暴太郎戦隊ドンブラザーズVSゼンカイジャー」ゼンカイナイト（2023年5月23日、新宿バルト9）
- ACTORS☆LEAGUE in Games 2023（2023年6月19日、日本武道館） [79]
- ACTORS☆LEAGUE in Baseball 2023 （2023年7月3日、東京ドーム）[80]
- 体感予報ファン感謝祭（2023年9月14日、池袋HUMAXシネマズ）[81]
- 体感予報クリスマスファン感謝祭（2023年12月7日、ユナイテッド・シネマ アクアシティお台場）[82]
- 樋口幸平＆増子敦貴ファンミーティング2023@上海　～我和TA的咖啡厅（わたしと彼/彼女のカフェ）～（2023年12月10日、バンダイナムコ上海文化中心 Dream Hall）[83]
- ドラマ体感予報  ファンミーティングinマカオ（2024年4月11日、マカオタワー展望台4階）[84]
- マカオ国際アニメ＆ゲームカーニバル（2024年11月30日、ザ・ベネチアン・マカオ内コタイ・エキスポ）[85]
- My Bestie Dream Stage with Sanrio characters 2025（2025年9月21日、東京国際フォーラム）[86]

### 玩具
- 海賊戦隊ゴーカイジャー ゴーカイツイカーユニット（2023年1月）
- 機界戦隊ゼンカイジャー ギアトジンガー -MEMORIAL EDITION-（2023年3月）
- 機界戦隊ゼンカイジャー ギアダリンガー -MEMORIAL EDITION-（2023年7月）

### その他
- 音声ARアプリ「SARF」
  - コンテンツ「会津道中膝栗毛」（2021年12月10日 - ） - 黄金崎亮（リョウくん） 役[87]
  - コンテンツ「時を越えた新選組との出会い～幕末に生きる男たちのものがたり～」（2022年7月23日 - 2023年2月28日） - 土方歳三 役[88]
  - コンテンツ「新たな一歩と伝統が織りなす東京の音色」（2025年2月3日 - 2025年5月15日） - 両国コースナビゲーター[89]
- 「東北・みやぎ復興マラソン2023」ゲストランナー（2023年11月5日）
- スキンケアブランド「ライスフォース」　アンバサダー（2024年）[90]
- 「フィラデルフィアデザート」 イメージキャラクター　（2025年3月26日- ）[91]

#### ウェブ配信
- Web限定コラボ動画「サンキュー、コスメ検定！」（2017年9月21日・11月7日）[92][93][94]
- ミュージカル『テニスの王子様』Dream Stream前夜祭（2020年11月14日、SUPERLIVE by OPENREC）[95]
- ミュージカル『テニスの王子様』Dream Stream（2020年11月15日 - 21日、SUPERLIVE by OPENREC） - 白石蔵ノ介 役[96]
- 『セイバー＋ゼンカイジャー スーパーヒーロー戦記』映画公開記念スペシャルトークイベント（2021年7月12日）[97]
- MiRAKUU「イケメン俳優の1日保育士体験」（2022年10月17日）[98]
- ミュージカル『東京ラブストーリー』稽古場のぞき見＆トーク（2022年11月4日）[99]
- DMM TV『2.5次元的世界』オンライン発表会（2023年1月16日、DMM TV）[100]

## 書籍

### 写真集
- A（2019年6月21日、KADOKAWA）
- 彼方の空/海の旋律（2022年3月31日、KADOKAWA）
- 増子敦貴 推しメンFile（2023年5月26日、講談社、ヤンマガデジタル写真集）[101]
- Liberty（2025年3月25日、KADOKAWA）

## ディスコグラフィ

### キャラクターソング
| 発売日        | 商品名                                                           | 歌 | 楽曲                                | 備考                                             |
| ------------- | ---------------------------------------------------------------- | --- | ----------------------------------- | ------------------------------------------------ |
| 2018年2月7日  | ミュージカル・リズムステージ「夢色キャスト」Themesong Collection | 朝日奈響也（西川俊介）、藤村伊織（鈴木身来）、橘蒼星（鶴田亮介）、桜木陽向（高岡裕貴）、新堂カイト（敦貴）、雨宮仁（丸山龍星）、城ヶ崎昴（遥城） | 「CALL HEAVEN!!」 「DREAM DESTINY」 | 舞台『夢色キャスト』劇中歌                       |
| 2018年7月4日  | La La La...                                                      | スノーホワイツ from 婚外恋愛に似たもの | 「La La La...」                     | Webドラマ『婚外恋愛に似たもの』劇中歌            |
| 2021年5月19日 | ミニアルバム 機界戦隊ゼンカイジャー1                             | ゾックス・ゴールドツイカー（増子敦貴） | 「界賊の唄」                        | 特撮テレビドラマ『機界戦隊ゼンカイジャー』挿入歌 |
| 2022年2月2日  | 機界戦隊ゼンカイジャー キャラクターソングアルバム                | ゾックス・ゴールドツイカー（増子敦貴） | 「FLAG 〜界賊の美学〜」             | 特撮テレビドラマ『機界戦隊ゼンカイジャー』関連曲 |

### 歌手参加楽曲
| 発売日         | 商品名                                               | 歌 | 楽曲                          | 備考                                                                |
| -------------- | ---------------------------------------------------- | --- | ----------------------------- | ------------------------------------------------------------------- |
| 2022年11月24日 | HEART BEAT                                           | 七海ひろき、瀬戸かずや、如月蓮、井上想良、小西詠斗、増子敦貴                                                                            | 「HEART BEAT」                | テレビドラマ『合コンに行ったら女がいなかった話』主題歌              |
| 2025年6月25日  | My Bestie Voice Collection with Sanrio characters II | 増子敦貴 | 「夜な夜なWannabe」（クロミ） | イベント『My Bestie Dream Stage with Sanrio characters 2025』関連曲 |
| 2025年6月25日  | My Bestie Voice Collection with Sanrio characters II | 小野賢章、梶 裕貴、木原瑠生、小波津亜廉、土岐隼一、萩谷慧悟（7ORDER）、橋本祥平、百名ヒロキ、増子敦貴(GENIC)、宮島優心(ORβIT)、横田龍儀 | 「ILLUMINANT」                | イベント『My Bestie Dream Stage with Sanrio characters 2025』関連曲 |
| 2025年6月25日  | My Bestie Voice Collection with Sanrio characters II | 小野賢章、梶 裕貴、木原瑠生、小波津亜廉、土岐隼一、萩谷慧悟（7ORDER）、橋本祥平、百名ヒロキ、増子敦貴(GENIC)、宮島優心(ORβIT)、横田龍儀 | 「KAWAII FESTIVAL」           | イベント『My Bestie Dream Stage with Sanrio characters 2025』関連曲 |

### ユニットメンバー
1. ↑  神田みらい（岩岡徹）、皐月ジルベール（和田颯）、八王子（太田将熙）、高柳主税（増子敦貴）、大船眞秀（聖貴）